# 科斯馬奇 (科索夫區)
48°20′1″N 24°49′8″E / 48.33361°N 24.81889°E

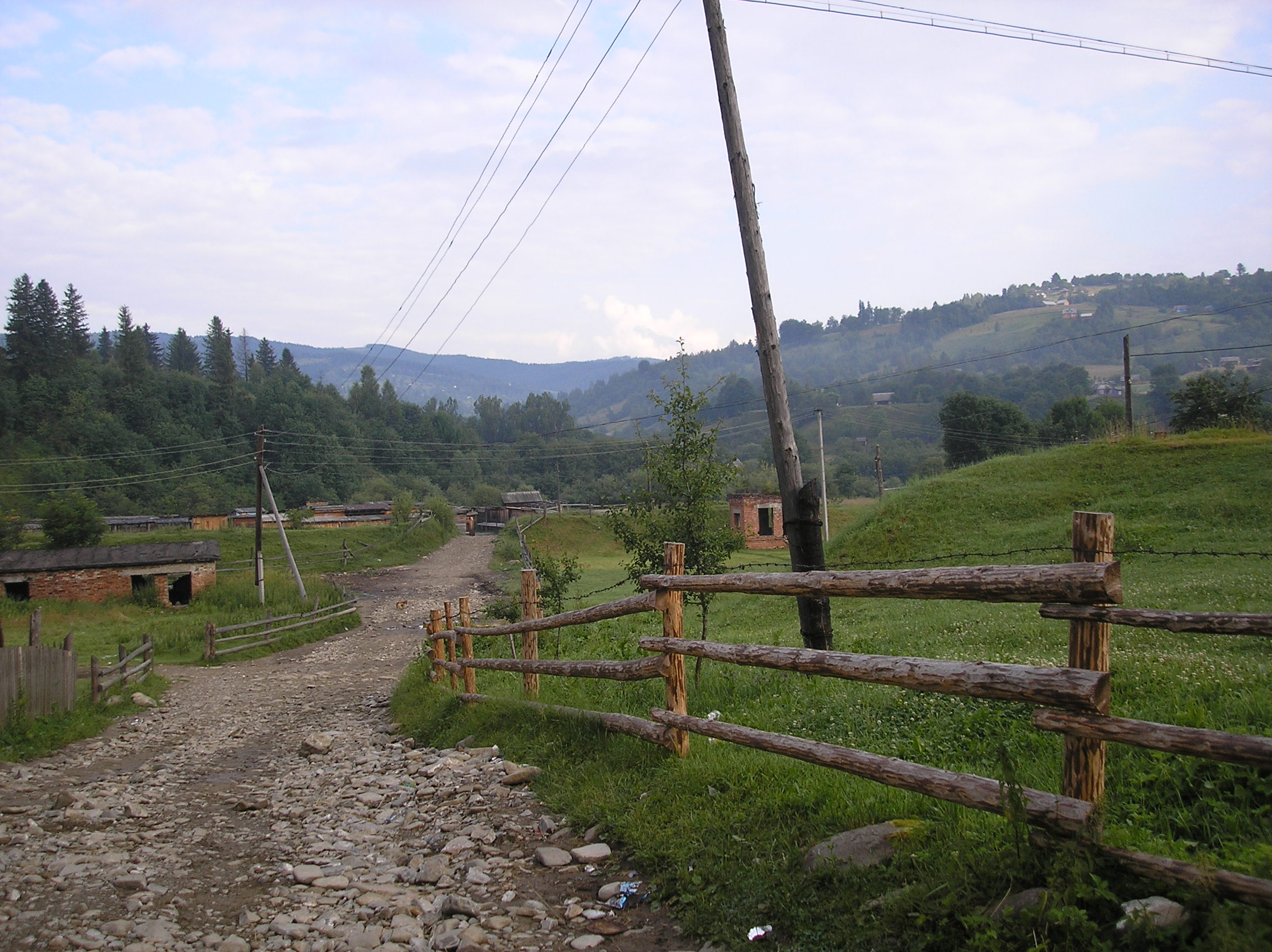

科斯馬奇（烏克蘭語：Космач），是烏克蘭的村落，位於該國西部伊萬諾-弗蘭科夫斯克州，由科索夫區負責管轄，處於皮斯季尼卡河畔，始建於1412年，面積84.3平方公里，2001年人口6,054。